# طلال عفيفي
طلال عفيفي منتج أفلام، مؤسس ومدير سودان فلم فاكتوري 
```
التي تعمل في إنتاج ومنصة لتعليم صناعة الأفلام والترويج للثقافة السينمائية منذ العام 
2010 م
 من خلال تدريب وبناء القدرات الخاصة بالتوثيق والإنتاج الفلمي  وحرية التعبير.
[
3
]
```

## الميلاد
حلة خوجلي 1976

## المراحل الدراسية
```
بكلية كمبونى
[
5
]
 
الخرطوم
```

## مناصبه
مسئول عن عن وحدة الافلام المعروفة ب ( السودان فيلم فاكتوري ) معهد جوتة الألماني
- مدير (سودان فلم فاكتوري) بعد استغلالها من معهد جوتة
- ناشط في تدريب الشباب علي صناعة افلام
- شارك في عدد من افلام السودانية
- مدير مهرجان كرمكول الدولي للثقافة والفنون[7]
- عضو اللجنة التنفيذية لإتحاد الكتاب السودانيين[8]
- عمل رئيساً لمهرجان السودان للسينما المستقلة منذ العام 2014
- وهو من ابطال فيلم ستموت في العشرين لكاتب حمور زيادة